# Мурадов, Джалил Керим оглы
Джалил Керим оглы Мурадов (азерб. Cəlil Kərim oğlu Muradov; 23 января 1903, Джебраильский уезд, Российская империя — 23 декабря 1964, Физули, Азербайджанская ССР, СССР) — советский азербайджанский хлебороб, Герой Социалистического Труда (1948).

## Биография
Родился 23 января 1903 года в селе Довлетярлы Джебраильского уезда Елизаветпольской губернии (ныне село в Физулинском районе Азербайджана).
Участник Великой Отечественной войны.
В 1931—1961 годах — рабочий Карягинского районного сельского потребительского общества, председатель колхозов «28 апреля» и «Шафак», на прочих хозяйственных должностях. В 1947 году получил урожай пшеницы 31,3 центнера с гектара на площади 40 гектаров.
Указом Президиума Верховного Совета СССР от 10 марта 1948 года за получение в 1947 году высоких урожаев пшеницы Мурадову Джалилу Керим оглы присвоено звание Героя Социалистического Труда с вручением ордена Ленина и золотой медали «Серп и Молот».
Активно участвовал в общественной жизни Азербайджана. Член КПСС с 1945 года.
Скончался 23 декабря 1964 года в городе Физули.